# Östen Nilsson
Östen Lennart Nilsson, född 22 september 1939 i Eftra församling i Hallands län, är en svensk politiker (centerpartistisk). Han var kommunstyrelsens ordförande (kommunalråd) i Falkenbergs kommun 1985–1994 och 1998–2002.